# La Madeleine à la flamme filante
La Madeleine à la flamme filante, est un tableau du peintre français Georges de La Tour, peint vers 1638. Cette huile sur toile représente Madeleine pénitente, elle est conservée au musée d'Art du comté de Los Angeles, à Los Angeles.

## Description
Cette œuvre représente une Marie Madeleine, penchant légèrement la tête à gauche, et fixant une bougie située à côté d'elle.